# Arrest Sirdar/The Army Board

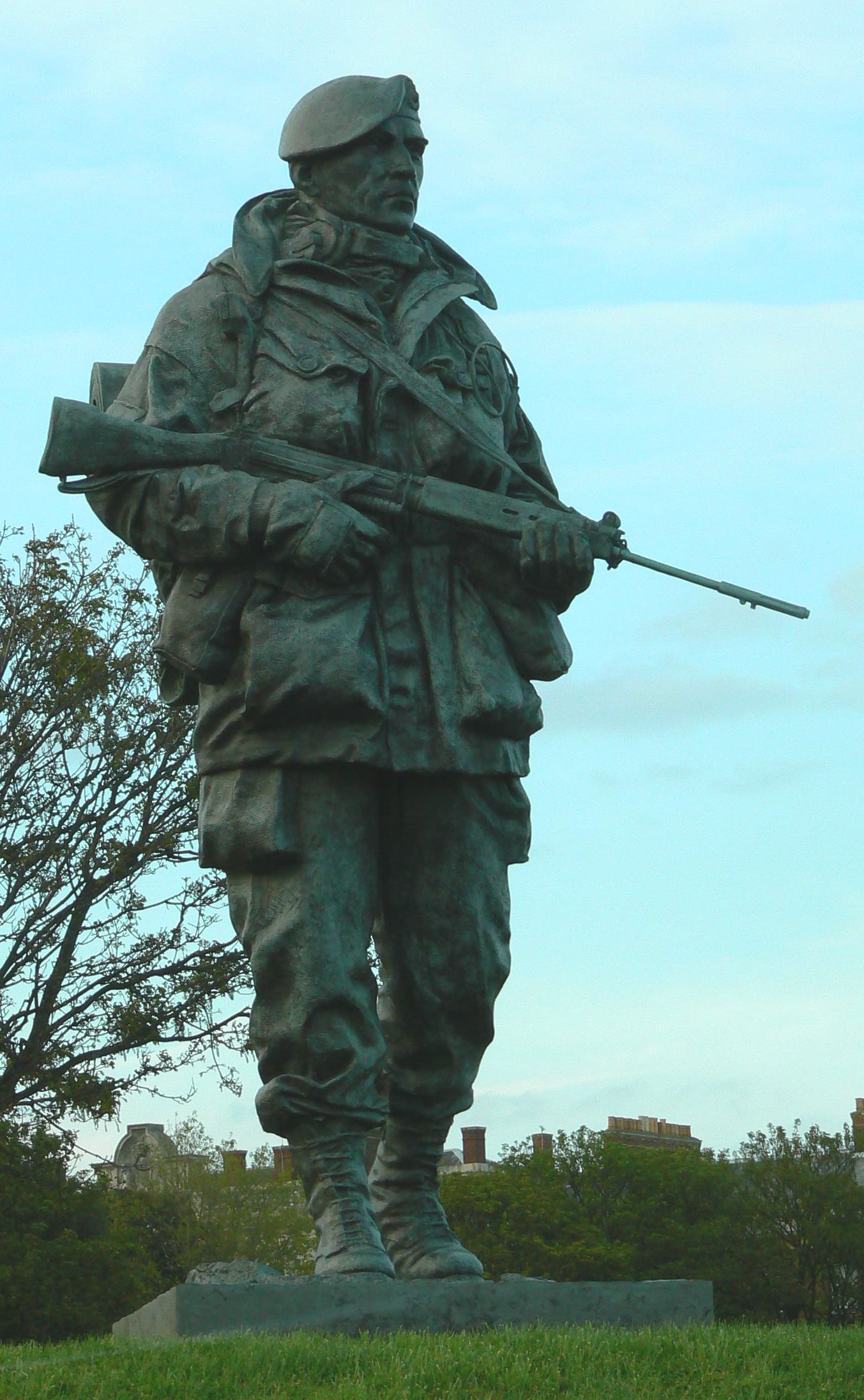
Standbeeld van een marinier tijdens de Falklandoorlog

Het arrest Sirdar / The Army Board is een uitspraak van het Europees Hof van Justitie van 26 oktober 1999 (zaak C-273/97), inzake het beginsel van gelijke behandeling van mannen en vrouwen op de arbeidsmarkt, en het beleid van de Britse elitekorps Royal Marines om vrouwen uit te sluiten van toegang tot dit korps van mariniers.

## Het Korps Royal Marines en het beginsel van interoperabiliteit
Ten aanzien van de feiten vermeldde de advocaat-generaal:

5. Het keurkorps Royal Marines bestaat uit ongeveer 5900 militairen, wat overeenkomt met ongeveer 2% van de totale strijdkrachten van het Verenigd Koninkrijk. De Royal Marines vormen de landingstroepen binnen de amfibische troepen van het Verenigd Koninkrijk. Volgens kolonel Wilson, een van hun commandanten, is „karakteristiek voor deze landingseenheid ter grootte van een brigade, dat het een flexibele, militair evenwichtige vorm van amfibische infanterie is, met commandotraining, mobiel, in hoge staat van paraatheid en in staat om binnen het hele spectrum van militaire operaties in extreme situaties te opereren.” In wezen vormt de kleine eenheid van de Royal Marines de speerpunt van de strijdkrachten van het Verenigd Koninkrijk en hebben zij de taak om als eerste op te treden, in het bijzonder als commando-infanteristen.
6. Volgens het Ministerie van defensie vormt het beginsel van interoperabiliteit een toereikende rechtvaardiging voor de weigering van de Royal Marines om Sirdar aan te stellen. De aanwezigheid van vrouwen in dat korps zou volgens hem afbreuk doen aan de interoperabiliteit en daarmee aan de gevechtskracht van de eenheden. Interoperabiliteit, die in alle aspecten van de organisatie en de werkzaamheden van de Royal Marines speelt, wordt door kolonel Wilson omschreven als een dubbele vaardigheid van de soldaten voor wie het geldt: in de eerste plaats „het vermogen van een persoon om, ongeacht zijn specialisatie (bijvoorbeeld als kok), binnen een formatie op korte termijn een scala van taken te vervullen”, en in de tweede plaats (dit vormt de kern van dit begrip) „het vermogen van een individu om, ongeacht zijn specialisatie, als infanterist te vechten”. „Daartoe (...) worden alle mariniers, zowel officieren als manschappen, opgeleid tot commando-infanterist.” Het is dus in wezen niet mogelijk om in de Royal Marines te worden opgenomen om daar uitsluitend als kok of in enige andere specialisatie te werken. Door zijn opleiding (die gelijk is aan die van alle mariniers) is een kok van de Royal Marines ook, en primair, een commando-infanterist.
7. Volgens de verwijzingsbeschikking wordt het beginsel van interoperabiliteit de facto consequent en in alle situaties toegepast. Het Industrial Tribunal wijst bijvoorbeeld op het geval van de koks van de officiersmess van de Royal Marines, die actief bij de gevechten betrokken waren in de Falklandeilanden, en waarvan een aantal is gedood. Zelfs de leden van de „statische eenheden” van de Royal Marines (eenheden die niet in actieve dienst zijn) zijn verplicht om in zeer goede fysieke conditie te blijven en om drie keer per jaar een Marine Basic Fitness Test af te leggen, die dient om hun fysieke conditie te testen. Op basis van het bewijsmateriaal van het Ministerie van Defensie concludeert het Industrial Tribunal met betrekking tot het beginsel dat alle mariniers waar dan ook kunnen worden ingezet als infanterist: „Uit het materiaal blijkt overduidelijk dat: a. het in de praktijk gebeurt; b. de Royal Marines uitsluitend op die en geen andere basis worden georganiseerd en opgeleid; c. alle manschappen met dat doel worden gerekruteerd (terzijde merk ik op, dat het hier (...) gaat om de rekrutering van een legerkok bij de Royal Marines); d. er bij de rekrutering geen uitzonderingen worden gemaakt.”
— Conclusie advocaat-generaal, punten 5 t/m 7

## Casus en procesverloop
7. Blijkens de verwijzingsbeschikking heeft de leiding van de Royal Marines als beleid, geen vrouwen in dienst te nemen, daar dit niet te verenigen zou zijn met het vereiste van „interoperabiliteit”, dat wil zeggen dat elke marinier, ongeacht zijn specialisatie, in staat moet zijn in een commando-eenheid te functioneren. (...)
8. Angela Sirdar maakte sinds 1983 deel uit van het personeel van de Britse landmacht en was sinds 1990 als kok werkzaam bij een commandoregiment van de Royal Artillery [sc: waar zij geen gevechtstaken vervulde], toen zij in februari 1994 te horen kreeg dat zij met ingang van februari 1995 om economische redenen moest afvloeien. Deze afvloeiing, die het gevolg was van een kostenonderzoek bij defensie, betrof een groot aantal koks, in totaal meer dan 500.
9. In juli 1994 werd Sirdar overplaatsing aangeboden naar de Royal Marines, die koks nodig hadden. In de desbetreffende brief werd erop gewezen, dat de kandidaat om voor overplaatsing in aanmerking te komen eerst een voorselectie en daarna de commando-opleiding moest doorlopen. Toen het bevoegd gezag van de Royal Marines echter vernam, dat Sirdar een vrouw was, en zich realiseerde, dat het aanbod haar bij vergissing was gedaan, deelde het haar mee, dat zij in verband met het beleid van uitsluiting van vrouwen van dit legeronderdeel niet voor overplaatsing in aanmerking kwam.
10. Na haar ontslag stelde Sirdar een vordering in bij het Industrial Tribunal, Bury St Edmunds, wegens sexediscriminatie. (...)
— Arrest, punten 7 t/m 10

Deze rechter heeft het Hof van Justitie verzocht om een prejudiciële beslissing.

## Richtlijn
Artikel 224 van het Verdrag bepaalt:

"De lidstaten plegen onderling overleg teneinde gezamenlijk de regelingen te treffen noodzakelijk om te voorkomen dat de werking van de gemeenschappelijke markt ongunstig wordt beïnvloed door de maatregelen waartoe een lidstaat zich genoopt kan voelen, in geval van ernstige binnenlandse onlusten waardoor de openbare orde wordt verstoord, in geval van oorlog of van een ernstige internationale spanning welke oorlogsgevaar inhoudt, of om te voldoen aan de verplichtingen die hij met het oog op het behoud van de vrede en van de internationale veiligheid heeft aangegaan."
Artikel 2, leden 1 en 2, van de richtlijn luidt:

"1. [...]

2. Deze richtlijn vormt geen belemmering voor de bevoegdheid van de lidstaten om beroepsactiviteiten van de toepassing hiervan uit te sluiten en, in voorkomend geval, de hiervoor noodzakelijke opleidingen, waarvoor vanwege hun aard of de voorwaarden voor de uitoefening ervan, het geslacht een bepalende factor is."
— Arrest, sub De toepasselijke bepalingen

## Rechtsvragen
Mag de leiding van Royal Marines vrouwen uitsluiten van toegang tot dit korps?
In het arrest komen twee deelvragen aan de orde:
- (1e en 2e prejudiciële vraag) – Is richtlijn 76/207/EEG van toepassing? (Ja.)
- (5e en 6e prejudiciële vraag) – Kan het beleid van de Royal Marines worden gerechtvaardigd door de uitzondering van artikel 2, lid 2, van deze richtlijn? (Ja.)

## Uitspraak Hof
Genoemde richtlijn is ook van toepassing op rekrutering en het verrichten van arbeid bij de krijgsmacht.
Het Hof erkent het recht van de Royal Marines, vrouwen uit te sluiten van toegang tot dit korps.

30. Blijkens de stukken is de organisatie van de Royal Marines (...) wezenlijk anders dan die van de andere onderdelen van het Britse leger, waarvan zij de speerpunt vormen. Het is een kleine strijdmacht die in de voorste linies moet opereren.
Vaststaat, dat ook de koks als commando in de voorste linie moeten dienen, dat alle leden van het corps voor dat doel worden aangenomen en opgeleid, en dat er bij de rekrutering geen enkele uitzondering op die regel wordt gemaakt.
31. In die omstandigheden kon het bevoegd gezag zich (...) op het standpunt stellen, dat de specifieke voorwaarden waaronder de aanvalsteams van de Royal Marines opereren, en in het bijzonder de regel van de „interoperabiliteit” die voor hen geldt, rechtvaardigden dat zij uitsluitend uit mannen moesten blijven samengesteld.
(...)
HET HOF VAN JUSTITIE (...) verklaart voor recht:
1. Beslissingen op het gebied van de toegang tot de arbeid, de beroepsopleiding en de arbeidsvoorwaarden bij de strijdkrachten, die door de lidstaten worden genomen in het belang van de gevechtskracht, zijn niet in algemene zin onttrokken aan de werkingssfeer van het gemeenschapsrecht.
2. De uitsluiting van vrouwen van de dienst in commando-eenheden als de Royal Marines kan wegens de aard van en de voorwaarden waaronder de betrokken activiteiten worden verricht, gerechtvaardigd zijn ingevolge artikel 2, lid 2, van richtlijn 76/207/EEG (...)

— Arrest

## Betekenis
Dit arrest loopt vooruit op het arrest Tanja Kreil (2000), waarin wordt vastgesteld dat een algehele uitsluiting van vrouwen wat betreft gevechtsfuncties in de krijgsmacht, niet is toegestaan. Het Sirdar-arrest laat zien dat een uitzondering mogelijk is. Beide zaken waren tegelijk aanhangig bij het Hof.